# Амбриџ (Пенсилванија)
Амбриџ (енгл. Ambridge) град је у америчкој савезној држави Пенсилванија.

## Демографија
По попису из 2010. године број становника је 7.050, што је 719 (-9,3%) становника мање него 2000. године.
| Група             | 2000.         | 2010.         |
| Белци             | 6.579 (84,7%) | 5.344 (75,8%) |
| Афроамериканци    | 884 (11,4%)   | 1.199 (17,0%) |
| Азијати           | 35 (0,5%)     | 29 (0,4%)     |
| Хиспаноамериканци | 142 (1,8%)    | 173 (2,5%)    |
| Укупно            | 7.769         | 7.050         |